# Deutschnofen
Deutschnofen ([dɔɪ̯tʃn̩'oˑfn̩], mundartlich Deitschnoafn, italienisch Nova Ponente, ladinisch Nueva Todëscia) ist eine italienische Gemeinde mit 4087 Einwohnern (Stand 31. Dezember 2023) in Südtirol in der Nähe von Bozen. Die Gemeinde wurde nach dem Hauptort benannt.

## Geografie
Die Gemeinde nimmt große Teile des Regglbergs und des diesen ostseitig begrenzenden Eggentals im Südosten Südtirols ein. Rund 70 % des Gemeindegebietes sind bewaldet.
Der Regglberg, ein zu den Fleimstaler Alpen gerechneter Höhenzug, bietet den zwei größten Siedlungen der Gemeinde Platz. Deutschnofen, der Hauptort, befindet sich zentral auf dem mittelgebirgigen Hochplateau auf 1350 m; Petersberg liegt südwestlich in derselben Höhenlage von 1350 m. Voneinander getrennt sind die beiden Dörfer durch die tief eingeschnittene Furche des Brantentals, das durch den Brantenbach gegen Westen zum Etschtal bzw. Unterland hin entwässert wird. Erhöht über Petersberg befindet sich der Wallfahrtsort Maria Weißenstein (1520 m).
Im Bereich des Eggentals verbleibt das Gemeindegebiet im unteren Talabschnitt auf der orographisch linken Seite des Eggentaler Bachs. Bei Birchabruck teilt sich das Tal in zwei Äste, von denen einer nach Osten und einer nach Süden weiterführt. Der südliche Ast gehört mit beiden Talflanken zu Deutschnofen und bietet den Ortschaften Eggen, Rauth und Obereggen Platz, die zusammen zur Fraktion Eggen gehören. Am Talschluss reicht das Gemeindegebiet bis zum Reiterjoch (1990 m) und bis nahe ans Lavazèjoch (1808 m) hinauf, zwei Übergange ins Fleimstal.
Im Osten dehnt sich das Gemeindegebiet bis in die Hochgebirgsregion des Latemar aus, einer Untergruppe der Dolomiten. Dort findet Deutschnofen am Eggentaler Horn auf 2799 m Höhe seinen höchsten Punkt.
Die südliche Regglberger Nachbargemeinde ist Aldein. Im Westen grenzt Deutschnofen an den Talhängen zum Unterland an Branzoll und Leifers. Am Nordende des Regglbergs und im unteren Eggental stößt das Gemeindegebiet an die Südtiroler Landeshauptstadt Bozen. Im Osten sind Karneid und Welschnofen die Eggentaler Nachbargemeinden. Im Südosten, im Bereich von Latemar, Reiter- und Lavazèjoch, grenzt Deutschnofen ans Trentino.

## Geschichte
Spuren der Mittelsteinzeit am Reiterjoch zeugen, dass schon 5000 bis 5700 v. Chr. Menschen auf dem Gemeindegebiet lebten. Am Burgstallegg östlich von Platten stand eine prähistorische Wallburg. Ansonsten war das Gebiet noch weitgehend bewaldet und unbesiedelt.
Um 1200 herum dürfte die Besiedlung Deutschnofens abgeschlossen gewesen sein, denn spätestens ab 1275 wanderten bereits Leute aus der Gegend in das Fersental und in das Gebiet von Piné im Trentino ab.
Demnach waren Grund und Boden zur Anlage neuer Höfe dort schon knapp geworden. Bereits 1434 treten die „lewtte und gemainschaft von Tewtschenofen“ als eigenständig handelnde Dorfgenossenschaft in einem Zollrechtsstreit mit der Adelsfamilie Botsch in Erscheinung.
Im Gebiet Deutschnofen gibt es noch rund 260 Bauernhöfe, verteilt über die alten Viertel Lab, Platz, Prent, Zelg, Unterkirch und Bühl. Die Anzahl der Höfe, die nicht mehr bewirtschaftet werden, steigt. Die Landwirtschaft ist für die Geschichte der Gemeinde von großer Bedeutung. Seit der hochmittelalterlichen Besiedlung gab es auf der Hochfläche von Deutschnofen eine fast ausschließlich bäuerliche Bevölkerung. Die Holzstämme, die in großen Mengen aus dem Gericht Deutschnofen abtransportiert wurden, dienten den Bozner Bürgern als Brennholz und den Weinbauern als Weingartenholz. Die Säulen, worauf zwei Löwen den Markusplatz von Venedig überwachen, sollen aus dem Holz des Gerichtes Deutschnofen stammen. 1614 wurde Deutschnofner Holz für den Dachstuhl der Basilika San Petronio in Bologna geliefert. Das Gericht in Deutschnofen verwalteten anfangs Adelige. Die wichtigsten waren die Herren von Niederthor. 1849 wurde das Gericht Deutschnofen dem Gerichtsbezirk Bozen einverleibt.
Im 15. und 16. Jahrhundert sowie später im 19. Jahrhundert war auch der Bergbau von Bedeutung. Das Wirtschaftsleben in der Gemeinde wandelte sich nach dem Zweiten Weltkrieg völlig. Anfang der 1950er Jahre blühte zuerst der Holzhandel, dann waren auch Handwerk und Baugewerbe sehr erfolgreich.
Früher war das Brantental die wichtigste Verbindung nach Bozen. Dort reihten sich Mühlen, Sägen und Wirtshäuser aneinander. 1850 wollte man die Straße verbreitern, doch das Projekt scheiterte, wie auch am Beginn des Ersten Weltkrieges. 1860 wurde die Straße durch das Eggental fertiggestellt, die bis heute wichtigste Verkehrsader, während das Brantental an Bedeutung verlor und nie ausgebaut wurde.

## Ortsname

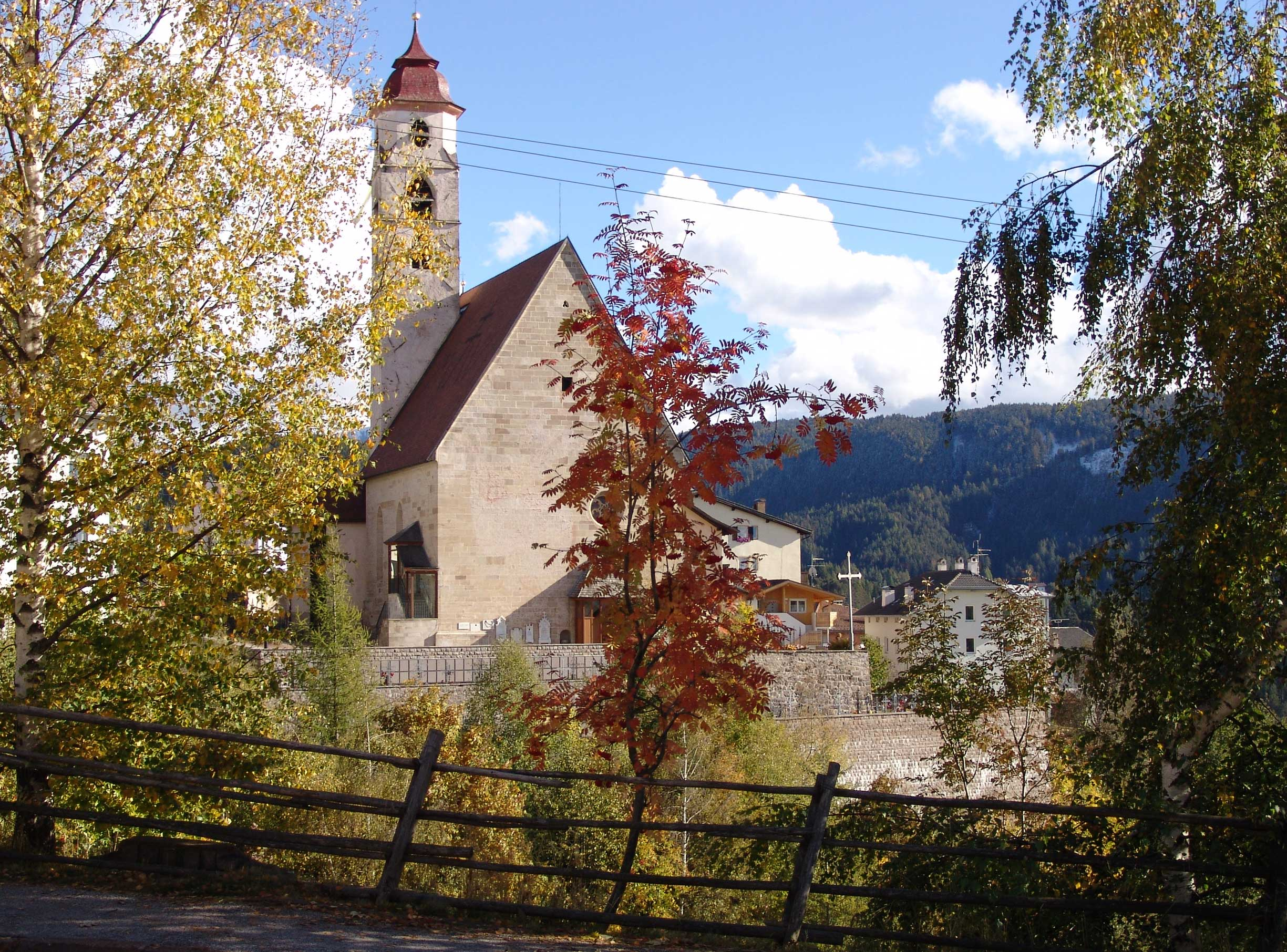
Kirche von Deutschnofen

Der Name hat nichts mit Öfen (als Wärmequellen) zu tun. Es hat sich die Erklärung durchgesetzt, dass sich der Ortsname vom Umstand ableitet, dass bajuwarische Einwohner (Deutschnofen) das Gebiet gerodet hatten. Urkundlich erscheint der Name Nova, also „neue Rodung“ bzw. „Neu-Raut“, für Deutschnofen erstmals in den Jahren 1170–1190 in den Gründungsaufzeichnungen des hier begüterten Augustinerchorherrenstifts St. Michael an der Etsch; 1279 ist der Beiname „theutonica“ bezeugt, der die Siedlung vom nahen Welschnofen abgrenzte. Ab dem 14. Jahrhundert ist der Name nicht mehr in latinisierter, sondern in volkssprachlicher Form als Teutschenofen, später Tautschnofen, Teitschnofen, Teitschenofen in den Urkunden zu finden. 
Dafür, dass Bräuche, Sprache und Sitten der Deutschnofner aus Bayern kommen, spricht das Patrozinium der Deutschnofner Kirche: Ulrich war Bischof von Augsburg und Wolfgang Bischof von Regensburg. Hinweise darauf finden sich überdies im lokalen Dialekt (der ansonsten, mit für eine gebirgige Gegend von Tal zu Tal üblichen Abweichungen, völlig mit der südbairischen Variätät des Südtiroler Zentralraumes übereinstimmt). An Stelle des südbairischen Umlautes "oa", "ua" oder "ue" (welcher dem Hochdeutschen "ei" entspricht, also z. B. "Stein - Stoan/Stuan/Stuen", "klein" - "kloan", "kluan", kluen") wird im Deutschnofener Dialekt ein eher lang gezogenes "a" gesprochen ("Staan", "klaan"). Diese Realisierung ist ein typisches Charakteristikum mittelbairischer Dialekte, die in Ostösterreich und im südlichen Bayern gesprochen werden. Es hebt den Dialekt unter allen ihn umgebenden hervor und klingt in den Ohren anderer Südtiroler Dialektsprecher recht fremd, da es sich in keinem südbairischen Dialekt findet, der kein Übergangsdialekt zum Mittelbairischen ist (wie z. B. im Tiroler Unterinntal).

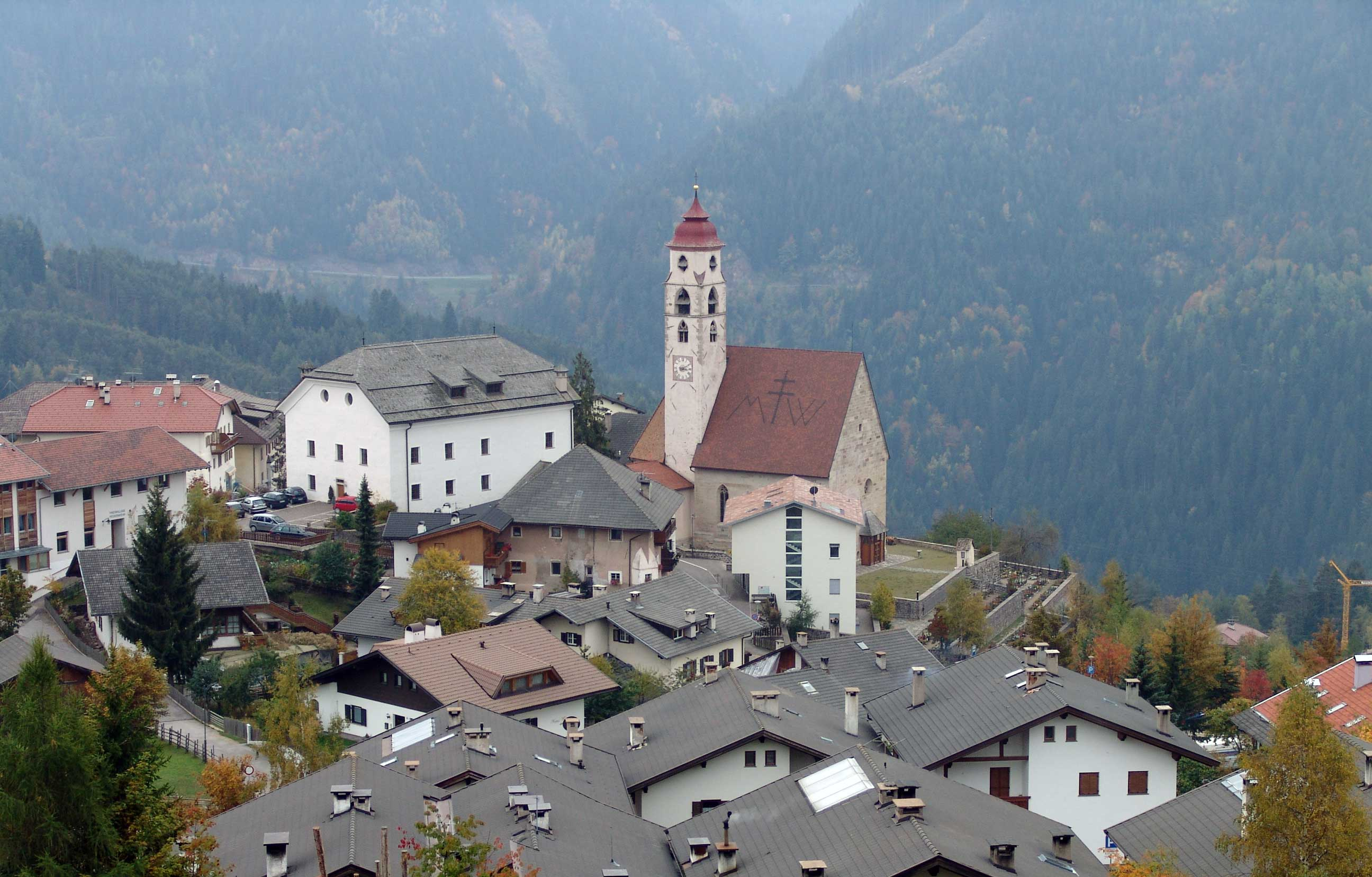
Blick auf Deutschnofen

Die Deutschnofner tragen den Übernamen „Hessen“. Deutschnofen bildete im 13. Jahrhundert ein eigenes Gericht. Anfangs wurde unter freiem Himmel und später im Schloss Thurn (16. Jahrhundert) gerichtet. Dort durfte auch die Todesstrafe verhängt werden. Sie wurde nur einmal, 1754, vollstreckt, weil ein Bauer den Hof absichtlich anzündete.

## Politik
Bürgermeister seit 1952:
- Franz Thaler: 1952–1956
- Johann Plank: 1956–1964
- Josef Hofer: 1964–1985
- Hans Zelger: 1985–2000
- Bernhard Daum: 2000–2015
- Christian Gallmetzer: 2015–2019
- Bernhard Daum: seit 2019

## Bevölkerung
Deutschnofen ist gemäß den erhobenen Sprachgruppenzugehörigkeitserklärungen bzw. Sprachgruppenzuordnungserklärungen eine weitgehend deutschsprachige Gemeinde. Als Berechnungsgrundlage der folgenden Prozentwerte wurden die gültigen Erklärungen von Personen mit italienischer Staatsbürgerschaft herangezogen.
| Sprache     | 1981    | 1991    | 2001    | 2011    | 2024    |
| ----------- | ------- | ------- | ------- | ------- | ------- |
| Deutsch     | 98,83 % | 98,29 % | 97,10 % | 97,42 % | 95,42 % |
| Italienisch | 1,10 %  | 1,52 %  | 2,51 %  | 2,33 %  | 4,33 %  |
| Ladinisch   | 0,07 %  | 0,19 %  | 0,39 %  | 0,25 %  | 0,25 %  |

## Bildung
In der Gemeinde gibt es Bildungseinrichtungen für die deutsche Sprachgruppe. Zu diesen gehören drei Grundschulen (im Hauptort Deutschnofen, in Eggen und in Petersberg), eine Mittelschule und eine Musikschule im Hauptort.

## Wirtschaft
70 % des Gemeindegebietes von Deutschnofen besteht aus Wald. In der Vergangenheit war der Holzreichtum wirtschaftlich sehr wichtig. Heute hingegen hat der Tourismus große Bedeutung erlangt, vor allem im Skigebiet von Obereggen. Als Mitglied der Kooperation Alpine Pearls setzt Deutschnofen auf sanften Tourismus.

## Verkehr
Die beiden Hauptorte der Gemeinde, Deutschnofen und Petersberg, werden von der SP 72 durchquert. Diese verbindet die Gemeinde im Süden mit Aldein und endet im Osten im Eggental an der SS 620, die zum einen nach Birchabruck hinabführt, zum anderen das Lavazèjoch erschließt. In Birchabruck mündet die SS 620 in die SS 241, die Hauptzufahrt des Eggentals von Bozen aus.

## Sehenswürdigkeiten
- Der Wallfahrtsort Maria Weißenstein
- Kirche St. Helena (Deutschnofen)
- Pfarrkirche zu den Heiligen Ulrich und Wolfgang

## Söhne und Töchter
- Valentin Gallmetzer (1870–1958), Bildhauer
- Walter Pichler (1936–2012), österreichischer Bildhauer, Architekt, Zeichner und Objektkünstler
- Hermann Thaler (* 1950), Politiker, Mitglied des Südtiroler Landtags